# 리얼 테니스
리얼 테니스(real tennis), 혹은 로열 테니스(royal tennis)는 옛 실내 라켓 스포츠의 일종으로, 현대 테니스의 원형이 되는 운동 경기이다. 프랑스에서는 쥬 드 폼(jeu de paume), 미국에서는 코트 테니스(court tennis), 오스트레일리아에서는 로열 테니스라고도 부른다.

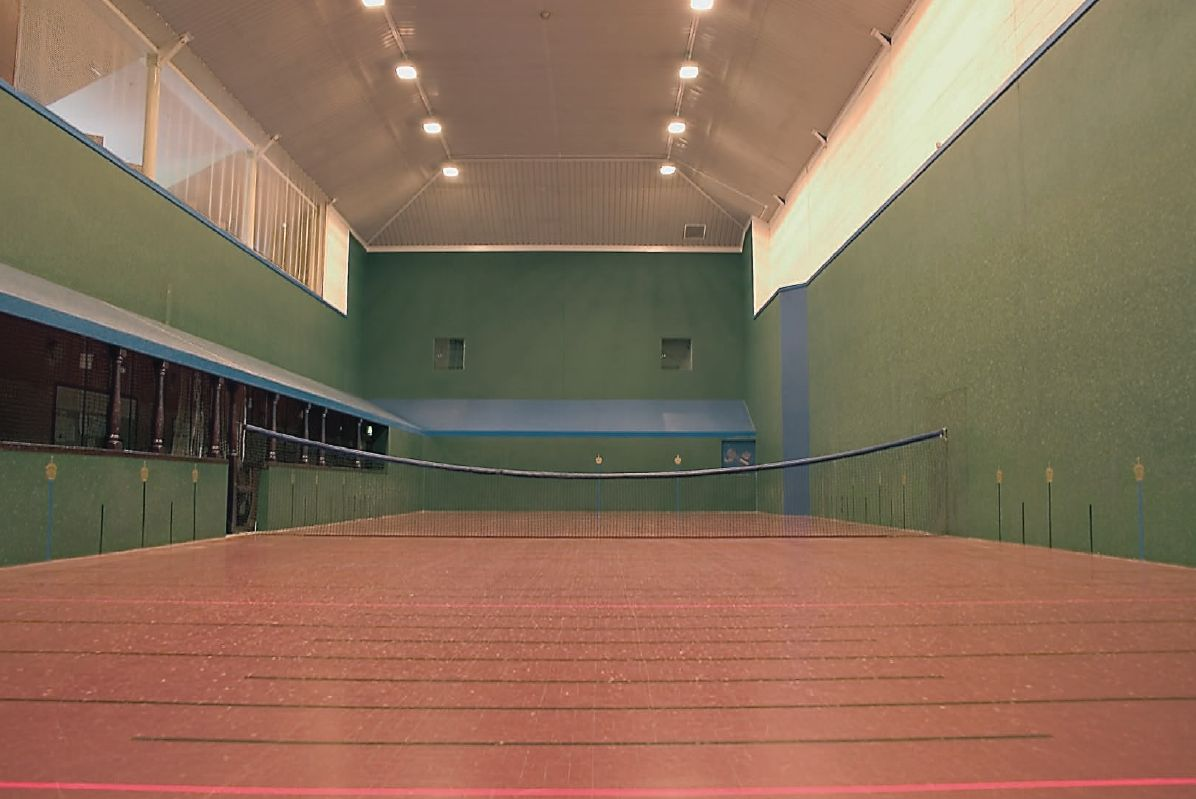
실내 테니스 코트의 모습.

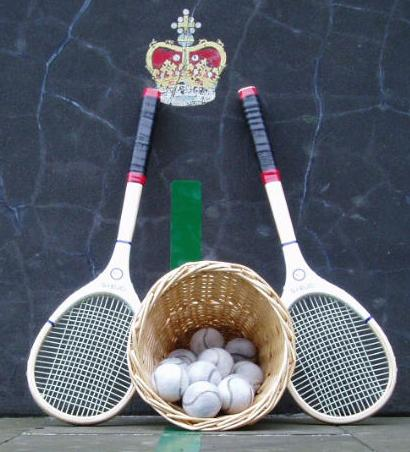
실내 테니스용 라켓과 공.

원어명의 "리얼(real)"이라는 단어는 20세기 중반 기자들이 현대의 테니스와 구분하기 위해 옛날 형태의 경기를 "리얼 테니스(real tennis)", 현대적인 형태의 경기를 "론 테니스(lawn tennis)"라고 구분하여 부르면서 처음 쓰이게 되었다. 그러던 것이 시간이 지나면서 리얼 테니스는 점차 사라지고 론 테니스가 보편화함에 따라 론 테니스를 줄여서 테니스라고 부르게 되었다. 일부에서는 "리얼"이라는 단어는 "로열(royal)"의 와전이라고 주장하기도 하나 이를 뒷받침하는 증거는 발견된바가 없다. 리얼 테니스 선수들은 흔히 리얼 테니스를 테니스라 부르고, 현대 테니스는 리얼 테니스의 한 분파로 취급하기도 한다.
리얼 테니스는 영국, 오스트레일리아, 미국 및 프랑스에 흩어져있는 47개의 전용 코트에서 명맥을 이어가고 있다. 이 종목은 여러 세계 리얼 테니스 단체들에 의해 지원받고 있다.

## 같이 보기
- 테니스의 역사

## 참고 문헌
- (영어) Heiner Gillmeister (1997). Tennis: A Cultural History. London: Leicester University Press. ISBN 0-7185-0147-0.
- (영어)  Roman Krznaric (2006). The First Beautiful Game: Stories of Obsession in Real Tennis. Oxford: Ronaldson Publications. ISBN 1-899804-13-7.
- (영어)  Kathryn McNicoll (2006) "Real Tennis". UK: Shire Publications. ISBN 978 0 7478 06103 (Album 437).
- (영어)  Julian Marshall (1878). The Annals of Tennis. Facsimile reprinted 1973 by Racquet Sports Information & Services, Inc.: Baltimore.